# Batalla de Fehrbellin
La batalla de Fehrbellin se libró el 28 de junio de 1675 en la pequeña localidad de Fehrbellin, 60 km al noroeste de Berlín y enfrentó a un ejército brandeburgués de 6500 soldados al mando de Federico Guillermo I de Brandeburgo, conocido como el Gran Elector, contra un ejército sueco de 11.000 hombres a las órdenes de Carl Gustaf Wrangel. La batalla, que terminó con la victoria brandeburguesa, se enmarca dentro de la guerra franco-holandesa.

## Preludio
Luis XIV odiaba a las Provincias Unidas porque se permitía la edición de libelos que le ridiculizaban. Además Colbert estaba seguro de que para la prosperidad de la economía francesa era preciso que se sometieran las Provincias Unidas, primera potencia económica de Europa. Desde 1667 la concepción de un nuevo arancel aduanero creado por Francia afectó a las mercancías extranjeras, especialmente a las holandesas. Estos respondieron tasando con derechos exorbitantes la sal, los vinos y otros productos procedentes de Francia. El "Rey Sol" planeó minuciosamente la invasión de las Provincias Unidas durante casi cuatro años.
La guerra estalla en 1672 y las tropas francesas cruzan el Rin por el vado de Tolhuis el 12 de junio, tomando Utrecht el día 20. Pero el mismo día, los holandeses abren los diques del Muiden y sumergen una gran parte de la provincia de Holanda, logrando la salvación de Ámsterdam. Tras unas conversaciones de paz, en las que Luis XIV exigió demasiado, Guillermo de Orange, futuro Guillermo III de Inglaterra, resulta elegido como estatúder, haciéndose con el poder en Holanda y convirtiéndose en el alma de la resistencia holandesa y en el más encarnizado enemigo del Rey Sol.
En los siguientes meses, Michiel de Ruyter vence a las fuerzas anglo-francesas en la batalla de Solebay y evita una invasión marítima en la batalla de Schooneveld y en la batalla de Texel. Los franceses son obligados a retirarse por la rotura de más diques por parte holandesa.

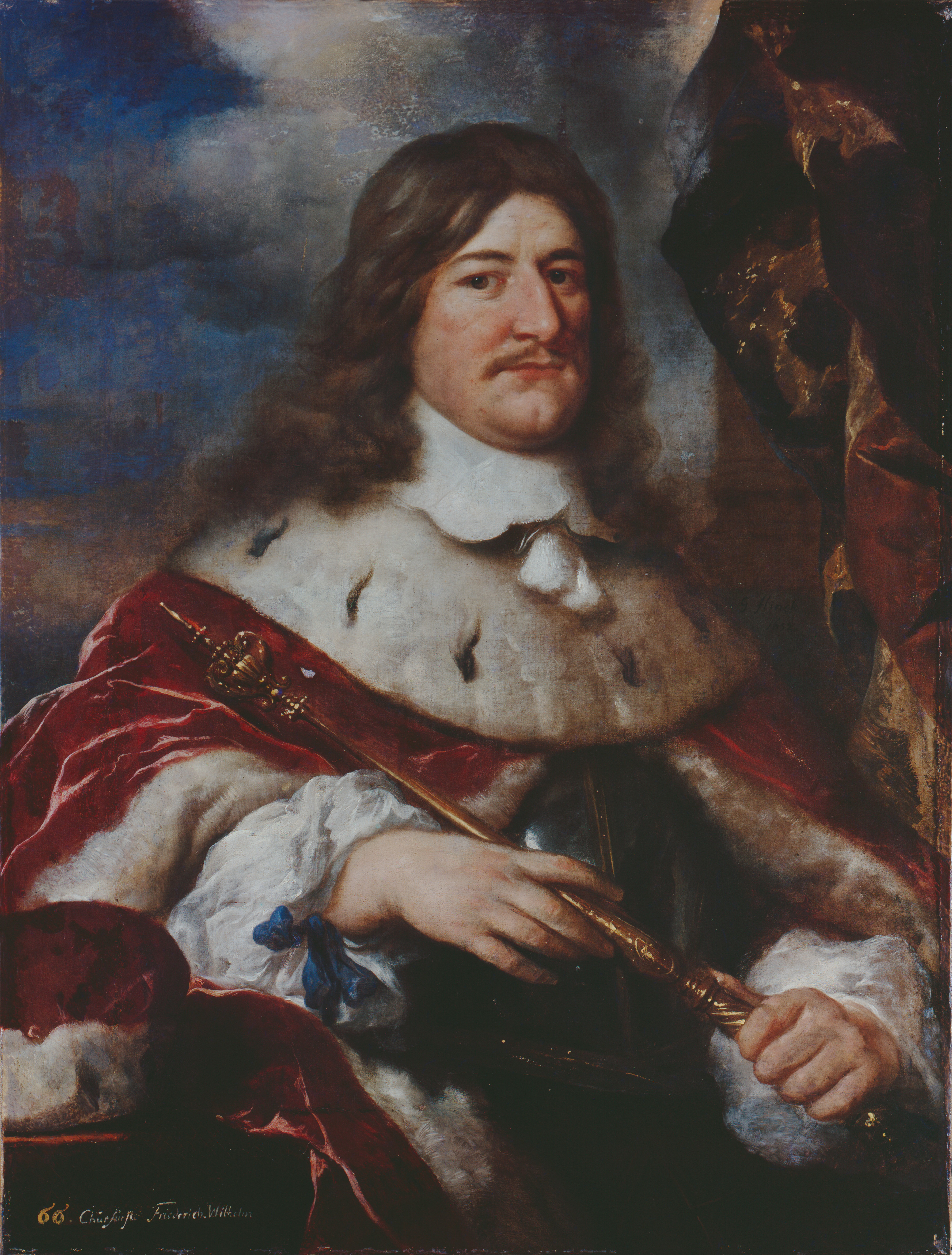
Federico Guillermo I de Brandeburgo, obra de Govert Flinck.

En 1673, Guillermo consigue que se le unan España, el Sacro Imperio Romano Germánico, Dinamarca y varios príncipes alemanes, como el elector de Brandeburgo y el Elector Palatino. Al año siguiente Carlos II de Inglaterra pide la paz empujado por la opinión pública inglesa. De esa forma, ahora es Francia la aislada frente a una coalición de una parte de Europa con el único apoyo de Suecia y Baviera. A pesar de todo logra tomar Maastricht, pero se desplaza el escenario de operaciones y Luis XIV envía soldados al Franco Condado mientras Luis II de Condé se ve reducido a la defensiva en los Países Bajos y el Mariscal Turena en Alsacia.
El Mariscal Turena, a pesar de las dificultades, mantiene a raya a las tropas imperiales a las que vence en la batalla de Sinsheim (1674) y en la batalla de Entzheim (1674), evitando la invasión de territorio francés, aunque las tropas imperiales eran importantes aún en Alsacia. El Príncipe de Condé detiene a un ejército germano-hispano-holandés en la batalla de Seneffe. En enero de 1675 Turena vence a un ejército formado por tropas imperiales y brandeburguesas en la batalla de Turckheim.

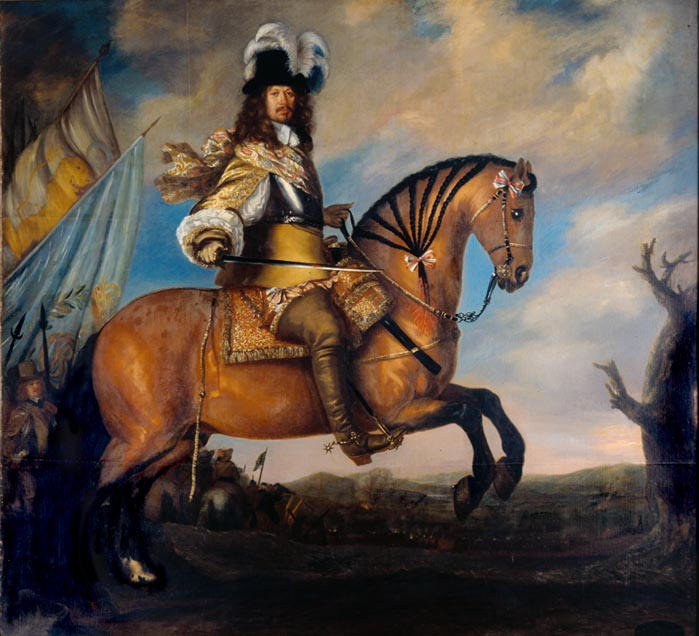
Carl Gustaf Wrangel, obra de David Klöcker.

Luis XIV instó a Suecia a que invadiera Brandeburgo bajo la amenaza de que, de lo contrario, eliminaría los subsidios que pagaba para que se sostuviese el ejército sueco en algunas partes del norte de Alemania. El propósito estratégico de Luis XIV era expulsar al ejército brandeburgués de las tierras del Rin, donde éstas estaban comprometidas en la defensa de las Provincias Unidas.

## Movimientos previos
Cuando las tropas suecas, al mando de Carl Gustaf Wrangel, invadieron Brandeburgo a sangre y fuego, el elector Guillermo Federico fue a marchas forzadas a sus dominios. Al llegar a Magdeburgo, tomó consejo con sus generales y decidió atacar al enemigo, que, confiando en su fuerza, se encontraba mal protegido y no tenía idea de la llegada de los brandeburgueses.
En los prolegómenos de Fehrbellin, un ejército de 11.000 suecos se dirigía lentamente hacia el oeste para reunirse con 12.000 Hannoverianos.
Carl Gustaf Wrangel es nominalmente el comandante del ejército sueco, pero estaba demasiado incapacitado por una enfermedad -tenía que desplazarse en litera- para dirigir la defensa contra el ejército del Gran Elector. El segundo al mando también se encontraba enfermo, así que el mando del ejército pasó a otro subordinado, Mardefelt, quien era un experto en asedios pero carecía de habilidad en el campo de las maniobras y el combate abierto.
Por otra parte, los campos brandeburgueses habían sido quemados para dificultar a los suecos encontrar forraje. A principios de junio, Wrangel -o Mardefelt- había permitido que se dividieran las fuerzas suecas. El Gran Elector aprovechó la coyuntura para iniciar un movimiento que pudiera darle la posibilidad de derrotar decisivamente a su enemigo.
El ejército brandeburgués hace acto de presencia al tomar mediante un ardid la ciudad de Rathenow.

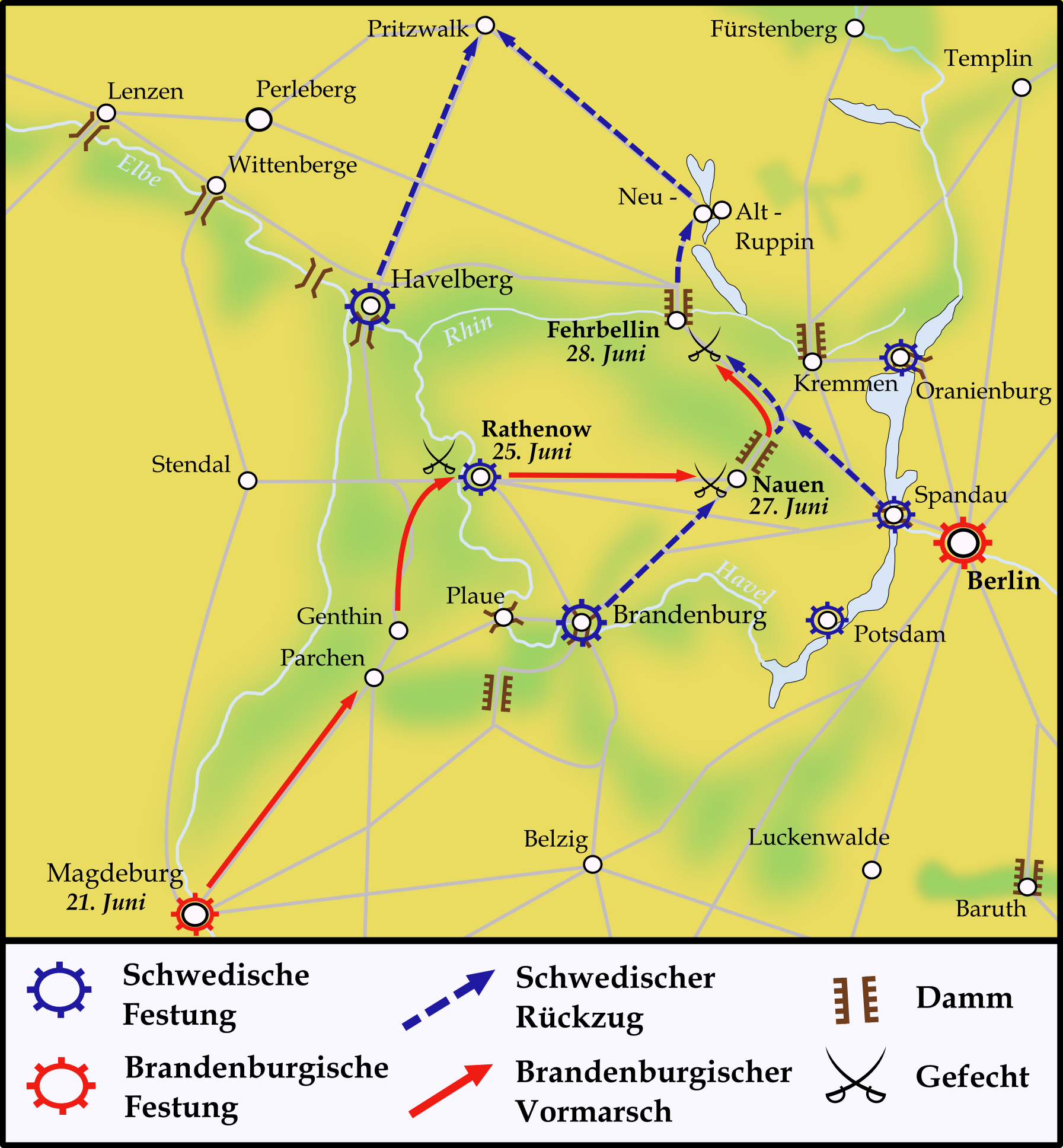
Movimientos previos de las tropas antes de la batalla.

Federico Guillermo ordenó a uno de sus comandantes, Georg von Derfflinger, que se apoderara de la ciudad de Rathenow con el fin de dividir a los suecos por la mitad. Federico instó a un funcionario de la ciudad que le era leal a que celebrase un banquete para los oficiales suecos de la fortaleza para emborracharlos. Cuando el banquete estaba ya avanzado, se presentó Derfflinger en la fortaleza haciéndose pasar por un oficial sueco perseguido por una patrulla brandeburguesa y consiguió que se abrieran las puertas de la fortaleza. Acto seguido encabezó una carga al mando de un millar de dragones que permitió al resto del ejército penetrar sin dificultades en la fortaleza y ocupar la ciudad.
El ejército sueco, enterado de la pérdida de Rathenow, emprende entonces la retirada. Al llegar a la zona de Fehrbellin, los suecos encuentran el puente sobre el río Havel destruido por los brandeburgueses para evitar que los suecos pudieran cruzar el río, y Wrangel percibe que su única esperanza consistía en enfrentarse al enemigo con valentía y aceptar la batalla mientras se trabajaba para reparar el puente.

## La batalla
De acuerdo con esta resolución, ordenó que el puente sobre el río debería reconstruirse con toda la celeridad posible, y se formaron en línea de batalla: su ala izquierda en el pantano, el ala derecha desplegada en la dirección del robledal y el pueblo de Dechtow.
Federico Guillermo ordenó a sus tropas colocarse en la tierra alta con vistas a la cabeza de puente. Llegaron a esta posición sin que los suecos los detectaran, lo cual pudo ser el resultado de la baja moral de los suecos y el cansancio, que contribuyeron a que hicieran un mal reconocimiento de las proximidades.
Al situarse las tropas brandeburguesas en lo alto de las colinas y los suecos entre pantanos y con el río a la espalda, Federico Guillermo había conseguido una gran ventaja táctica. Al mediodía del 28 de junio, la posición sueca es atacada por las fuerzas del Elector con un potente fuego de artillería desde las colinas.

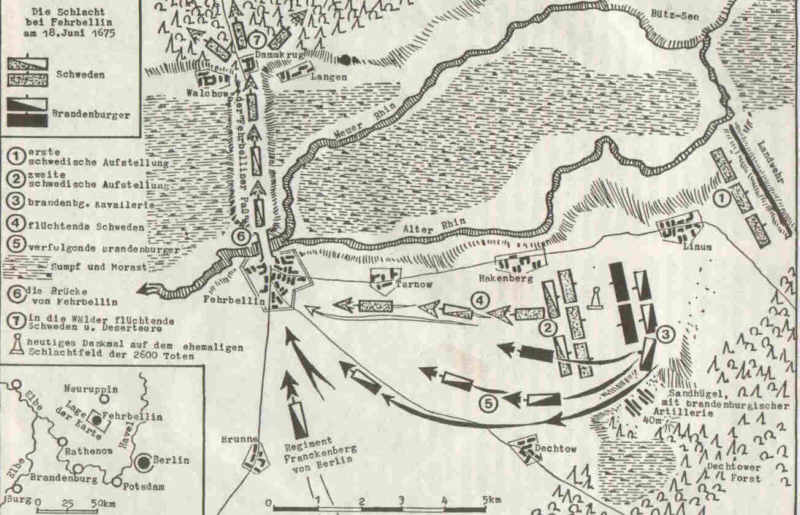
Mapa de la batalla de Fehrbellin.

Antes de la acción, Federico Guillermo desenvainó la espada y se dirigió a sus soldados: 
“Compañeros, no quiero otra defensa y otras armas que la protección de Dios, su valor y mi espada. Síganme, mis amigos, y estad seguros de la victoria.”
En el ala derecha brandeburguesa, el Landgrave de Bomburg avanzó con mil seiscientos jinetes contra el ala izquierda sueca, con la orden de realizar una maniobra de distracción, pero el Landgrave transgrede sus órdenes y, motivado por sus ansias de luchar, entabla combate con los suecos, siendo rechazado con pérdidas considerables.
El Elector, situado frente al ala derecha sueca, es atacado por una pequeña fuerza de la caballería sueca a la que rechaza, pero luego tiene que hacer frente a un xcontingente importante de infantería que pone a las tropas brandeburguesas en serios problemas. Los soldados suecos realizan varias cargas pero, con esfuerzo, son siempre repelidos.

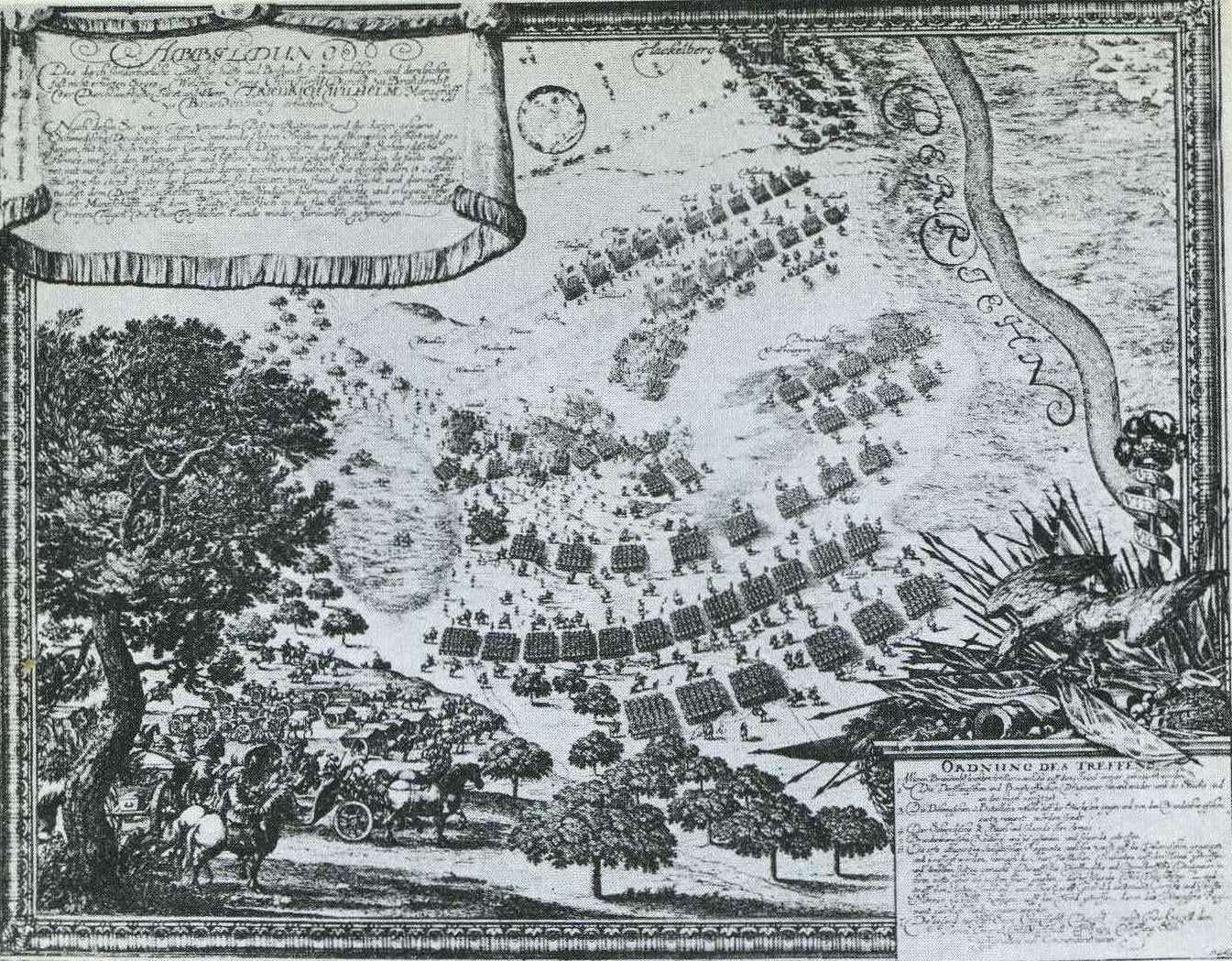
La batalla de Fehrbellin.

La infantería es rechazada y la caballería brandeburguesa aprovecha para flanquear el ala derecha sueca. La caballería sueca huye y la infantería se ve expuesta a un ataque por el flanco, por lo que el ejército sueco se ve obligado a retirarse.
El ejército sueco se divide para la retirada en dos columnas a lo largo de la cresta de una cadena de colinas. Durante la retirada de la columna de la derecha es hostigada continuamente por las cargas de caballería, dirigida por el Elector. La infantería sueca, sin embargo, rechaza todos los ataques y se repliega con orden. La columna de la izquierda, que marchaba siguiendo el borde de la marisma, no fue molestada de nuevo por el landgrave de Bomburg, cuyas tropas podrían haber sufrido muchas bajas en un segundo ataque.
Durante la noche, la mayor parte de los suecos fueron evacuados por el puente ya reparado y se retiraron por Ruppin a Wittstock. A la mañana siguiente, 29 de junio, la retaguardia sueca también abandonó Fehrbellin y prendió fuego al puente sobre el Rin para proteger la retirada. Los suecos tuvieron menos de 700 bajas entre muertos y heridos. Las pérdidas de los brandeburgueses deben haber sido menores, situándose en unos 500 hombres.

## Consecuencias
Aunque Fehrbellin fue, por lo tanto, una victoria táctica de Brandeburgo, ésta tuvo una inmediata importancia diplomática y psicológica mucho más allá de la táctica y los resultados de las operaciones. Leopoldo I de Austria y sus aliados se apresuraron a declarar la guerra a Suecia, ya que ellos percibían que no era ya tan poderoso su ejército. A esto contribuyeron también las declaraciones de Federico Guillermo de que Fehrbellin había sido una espectacular victoria.
Los suecos habían sido durante mucho tiempo prácticamente invencibles pero en esta batalla salieron derrotados. Federico Guillermo fue conocido en adelante como el Gran Elector y su ejército fue el germen del futuro ejército prusiano. El 28 de junio, día de la batalla, fue un día de fiesta que se celebrará en Alemania hasta 1914, cuando el mismo día, el archiduque Francisco Fernando fue asesinado, dando comienzo a la Primera Guerra Mundial.